# Adeline Rucquoi
Adeline Rucquoi (Bruselas, 1949) es una historiadora, hispanista y medievalista francesa.

## Biografía
Nacida en la ciudad belga de Bruselas en 1949 y de nacionalidad francesa, Rucquoi, que ha llevado a cabo estudios de la historia medieval peninsular en el ámbito castellano, es Doctora en Historia por la Universidad de la Sorbona (París) y dedicó su tesis doctoral a la ciudad de Valladolid. Está especializada en historia de la península ibérica en la Edad Media, especialmente en el Camino de Santiago, pertenece al Comité Internacional de Expertos del Camino de Santiago, a la Sociedad Española de Medievalistas, y miembro correspondiente de la Real Academia de la Historia de España, así como de las correspondientes de Méjico y Portugal.
Ha publicado monografías como Valladolid en la Edad Media (Consejería de Educación y Cultura de la Junta de Castilla y León, 1987) —compuesta por dos volúmenes: «Génesis de un poder» y «El mundo abreviado (1367-1474)» y descrita por Peter Linehan como una «biografía» de la ciudad—, Rex, sapientia, nobilitas: estudios sobre la península ibérica medieval (Universidad de Granada, 2006), Aimer dans l’Espagne médiévale. Plaisirs licites et illicites (Les Belles-Lettres, 2008) o Mille fois à Compostelle. Pèlerins du Moyen Âge (Les Belles Lettres, 2014), entre otras. En su producción se cuenta también una Historia medieval de la península ibérica.